# زیبادشت بالا
زیبادشت بالا (زیبادشت)محله‌ای است واقع در شهرک گلستان که از غرب به بزرگراه آزادگان منتهی می‌شود. محله زیبادشت در مجاورت دهکده المپیک ، منشعب از بلوار دهکده المپیک که مهمترین مسیر ورود به این محله و اتصال آن به محلات دیگر است. زیبادشت شرقی ترین محله منطقه ۲۲ تهران و یکی از محله های قدیمی تر این منطقه که سابقا عضوی از بخش کن به حساب می‌آمده است.زیبادشت با دسترسی بسیار خوب و آسان به ایستگاه های اتوبوس و تاکسی و با دارا بودن بوستان های متنوع ، میادین تره بار ، سینما و درمانگاه زندگی را برای ساکنان خود بسیار آسوده و امین کرده .

## تاریخچه
این محله در اراضی سیاهدشتک از توابع بخش کن واقع است که طبق مصوبۀ مجلس شورای اسلامی، قطعات مسکونی آن به مساحت ٢٠٠ متر مربع به عنوان جایگزین به مالکین اراضی متصرفی کارخانه سیمان ری داده شد.
زیبادشت بالا در سالهای ١٣٦٠ تا ١٣٩٠ که مصادف با اوج ساخت و سازهای مسکونی و مهاجرت سکنه به این منطقه بود، از ٣ بخش مسکونی شامل بلوک A  و بلوک B  و بلوک C  تشکیل می شد ولی در تقسیمات جدید شهرداری منطقه 22، بخش مسکونی مربوط به بلوک A از محله زیبادشت مشتق و به شهرک گلستان ملحق شد.خیابان‌های فرعی با اسامی گلستان اول تا پنجم در جهت شرق به غرب مهمترین شریان‌های عبوری زیبادشت بالا را تشکیل می دهند. 
از نقاط مهم این محله، شهرک چشمه که در جنوب این محله واقع است و همچنین شهرک لاله و نیز مجتمع های مسکونی یاس و گلشن اشاره کرد.

## امکانات
زیبادشت دارای امکانات رفاهی و تفریحی متعددی از جمله بوستان جوانمردان ، اسکیت پارک المپیک ، سینمای چند بعدی جوانمردان ، شهربازی، سینمای دهکده المپیک و بوستان قبا اشاره کرد.‌
از این محله تا مجموعه ورزشی آزادی کمتر از ۱۰ دقیقه را ه است و کمتر از ۵ دقیقه زمان برای دسترسی به امکاناتی مانند کارتینگ ، پینت بال ، استخر، شهربازی و ارکید مجموعه آزادی نیاز است.

از امکانات رفاهی مهم
می‌توان به ایستگاه تاکسی رانی میدان المپیک که دسترسی اسانی به میدان آزادی و مترو صادقیه را فراهم میکند ، ایستگاه های اتوبوس متعدد این منطقه ، جایگاه بنزین ۱۸۲ ، میدان میوه و تره‌بار ، بیمارستان نیکان ، چندین درمانگاه و داروخانه شبانه روزی اشاره کرد.

اماکن علمی
می‌توان به کتابخانه بزرگ المپیک و مدارس شهید بهشتی ، شهدای انتفاضه ، شهید زمانی ، سما و مهرماندگار اشاره کرد .همچنین دانشگاه های علامه طباطبائی و دانشگاه افسری امام حسین مجتبی در مجاورت این محله قرار گرفته اند.